# Феррашбенд
Феррашбе́нд (перс. فراشبند‎) — город на юге Ирана, в провинции Фарс. Административный центр шахрестана  Ферашбенд. По данным переписи, на 2006 год население составляло 17 142 человека.

## География
Город находится в западной части Фарса, в горной местности юго-восточного Загроса, на высоте 776 метров над уровнем моря.
Феррашбенд расположен на расстоянии приблизительно 90 километров к юго-западу от Шираза, административного центра провинции и на расстоянии 754 километров к югу от Тегерана, столицы страны.